# Abbaye de Hohenholte
 (octobre 2018).
L'abbaye de Hohenholte est une ancienne abbaye bénédictine à Hohenholte, quartier de la commune de Havixbeck, dans le Land de Rhénanie-du-Nord-Westphalie et le diocèse de Münster.

## Architecture
En 1142, Liudbert von Beveren fait don d'un domaine appelé Holenbeke pour une abbaye bénédictine. La même année, l'évêque de Münster Werner de Steusslingen consacre l’église Saints-Marie-et-Georges. Les premiers moines viennent de l'abbaye Saint-Nicaise de Reims. Le frère du fondateur en fut membre avant d'être le premier prieur de Hohenholte.
En 1188, il devient un couvent d'augustines. Au même moment, l'église est reconstruite. En 1557, le couvent adopte la religion protestante. Elle est de nouveau reconstruite à partir de 1700. L'église abbatiale est également reconstruite en 1738 selon les plans de Peter Pictorius et partiellement reconstruite au XIXe siècle.
Après l'occupation prussienne de la principauté épiscopale de Münster, elle devient une école pour les femmes aristocratiques. Elle est dissoute au moment de l'occupation napoléonienne en 1812.
L'abbaye est démolie à la fin du XIXe siècle. L'église est maintenant paroissiale.